# Епархия Ларантуки
Епархия Ларантуки (лат. Dioecesis Larantukana) — епархия Римско-Католической церкви с центром в городе Ларантука, Индонезия. Епархия Ларантуки входит в митрополию Энде.

## История
18 марта 1951 года Римский папа Пий XII издал буллу «Omnium Ecclesiarum», которой учредил апостольский викариат Ларантуки, выделив его из апостольского викариата Малых Зондских остров (сегодня — архиепархия Энде).
3 января 1961 года Римский папа Иоанн XXIII издал буллу «Quod Christus», которой преобразовал апостольский викариат Ларантуки в епархию.

## Ординарии епархии
- епископ Габриэль Вильгельм Манек SVD[1] (8.03.1951 — 3.01.1961) — назначен архиепископом Энде;
- епископ Антуан Хюберт Тейссен SVD (3.01.1961 — 23.02.1973);
- епископ Дарий Нгава SVD (28.02.1974 — 16.06.2004);
- епископ Франциск Копонг Кунг (16.06.2004 — по настоящее время).

## Источник
- Annuario Pontificio, Libreria Editrice Vaticana, Città del Vaticano, 2003, ISBN 88-209-7422-3
- Bolla Omnium Ecclesiarum, AAS 43 (1951), стр. 452  (лат.)
- Булла Quod Christus, AAS 53 (1961), стр. 244  (лат.)